# Freyburg
Freyburg (Unstrut) är en stad vid floden Unstrut i förbundslandet Sachsen-Anhalt. Staden är uppdelad i stadsdelarna Dobichau, Nißmitz och Zscheiplitz samt Pödelist, Schleberoda, Weischütz och Zeuchfeld som var kommuner fram till den 1 juli 2009. Staden ingår i förvaltningsgemenskapen Unstruttal tillsammans med kommunerna Balgstädt, Gleina, Goseck, Karsdorf, Laucha an der Unstrut och Nebra (Unstrut).
Freyburg grundades omkring 1090 och omnämns för första gången 1203. 1261 erhöll Freyburg stadsrättigheter. Staden ligger 110 m ö h, i floden Unstruts dalgång omgiven av kalkrika berg. Staden ligger i vinregionen Saale-Unstrut. I omgivningen odlas vin som bland annat används till sekt av märket Rotkäppchen.
Staden bytte stavningen av namn i början av 1900-talet för att minska felleveranser av post som gick till Freiburg im Breisgau och vice versa.

## Personer från staden
- Robert Hermann Schomburgk (1804–1865), naturforskare
- Felix Hoppe-Seyler (1825–1895), kemist och fysiolog
- Ernst Neufert (1900–1986), arkitekt, skribent
- Hans-Joachim Lauck (född 1937), minister i DDR

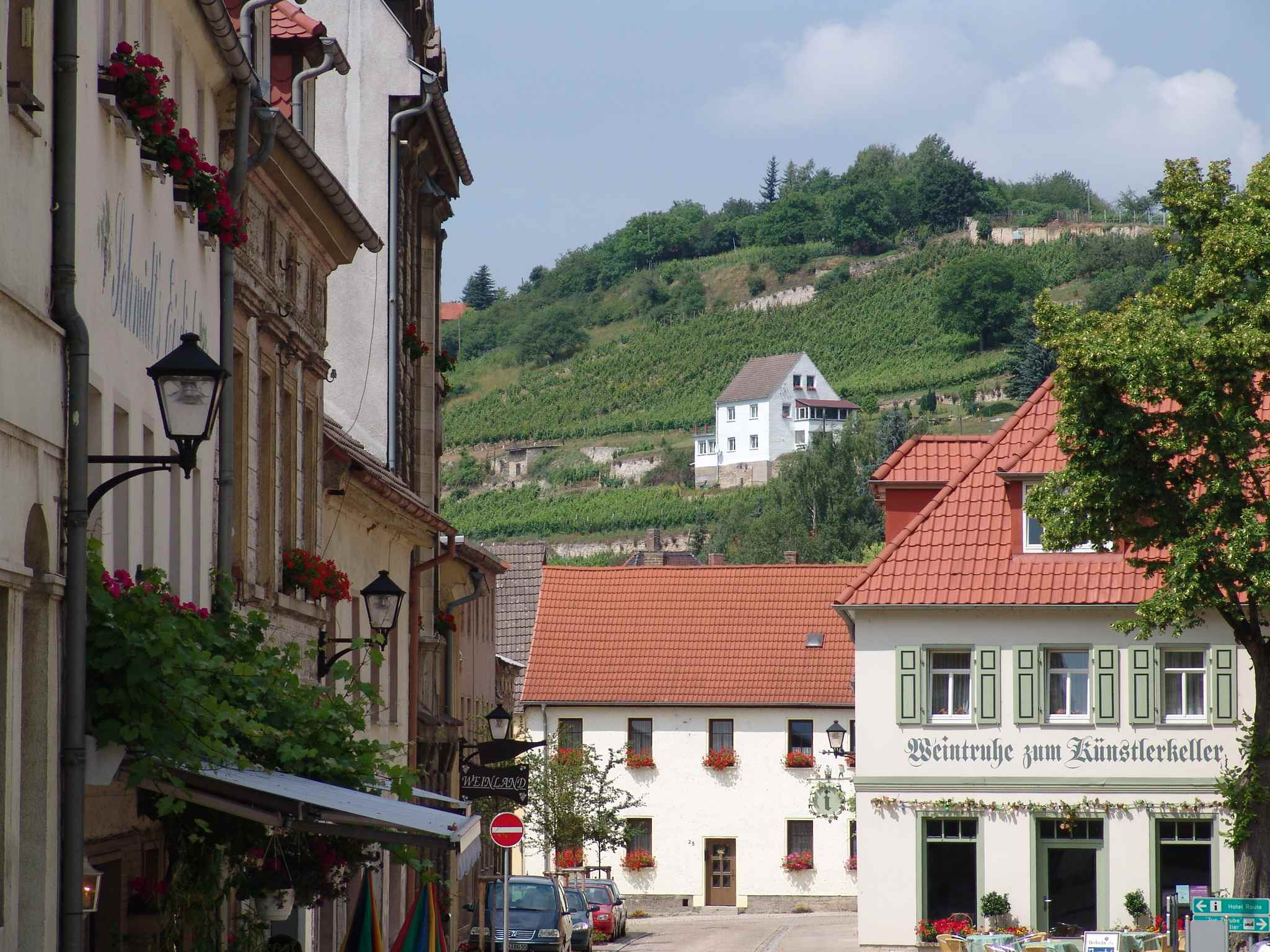
Torget vid Schweigenberge
Eckstädter Tor
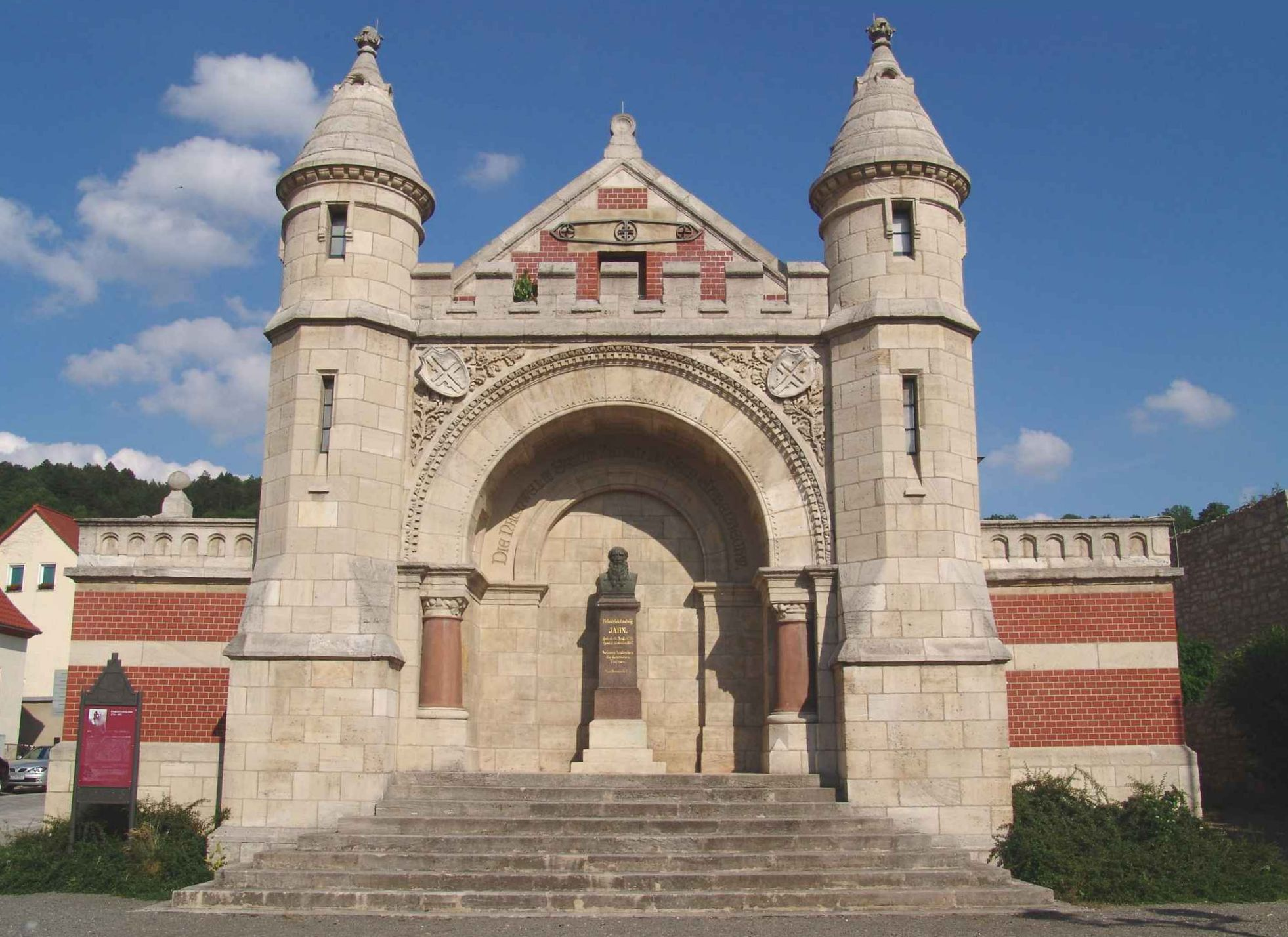
"Denkmal Jahns" gravmonument över Friedrich Ludwig Jahn, som verkade i Freyburg.
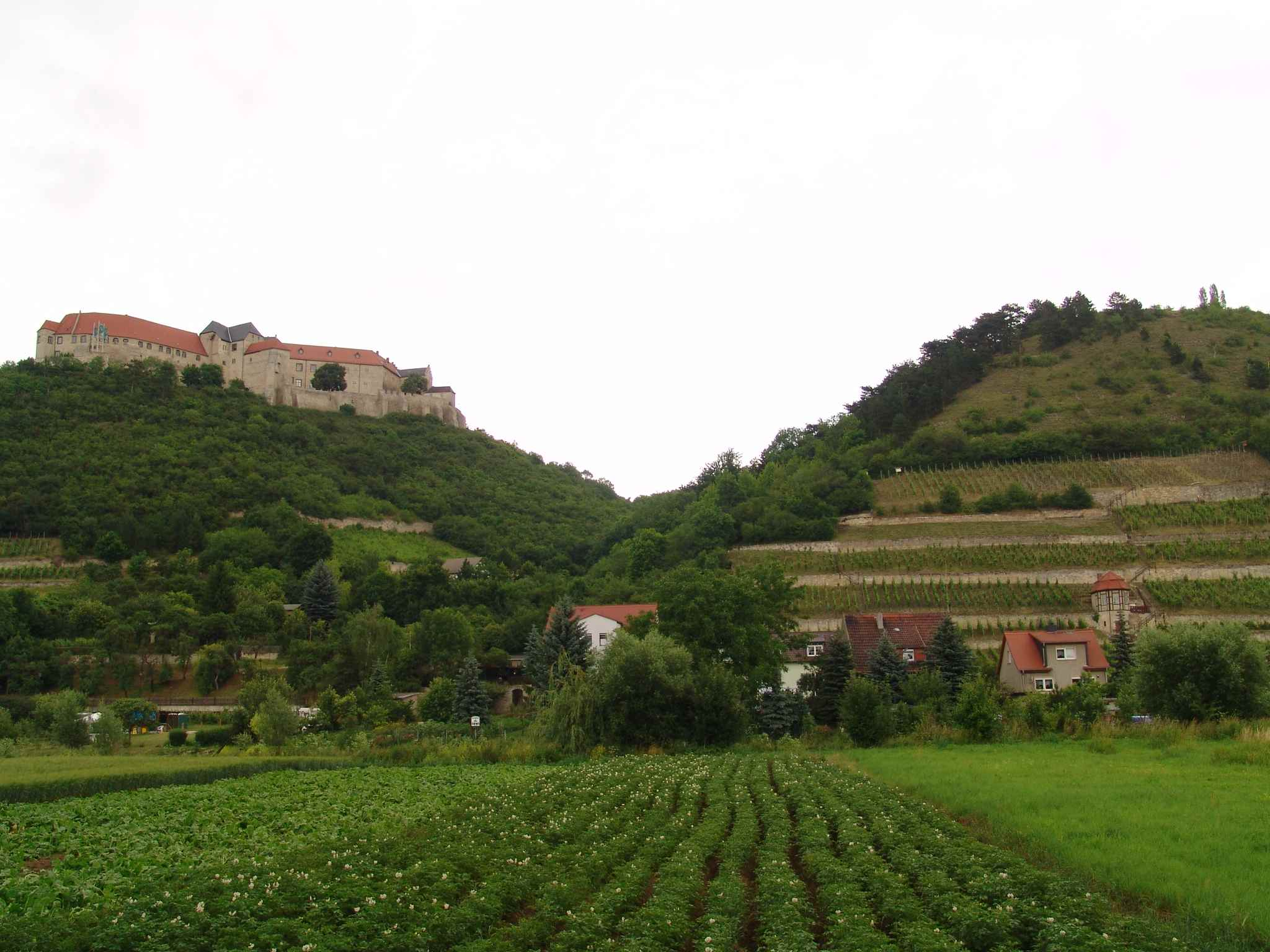
Neuenburg
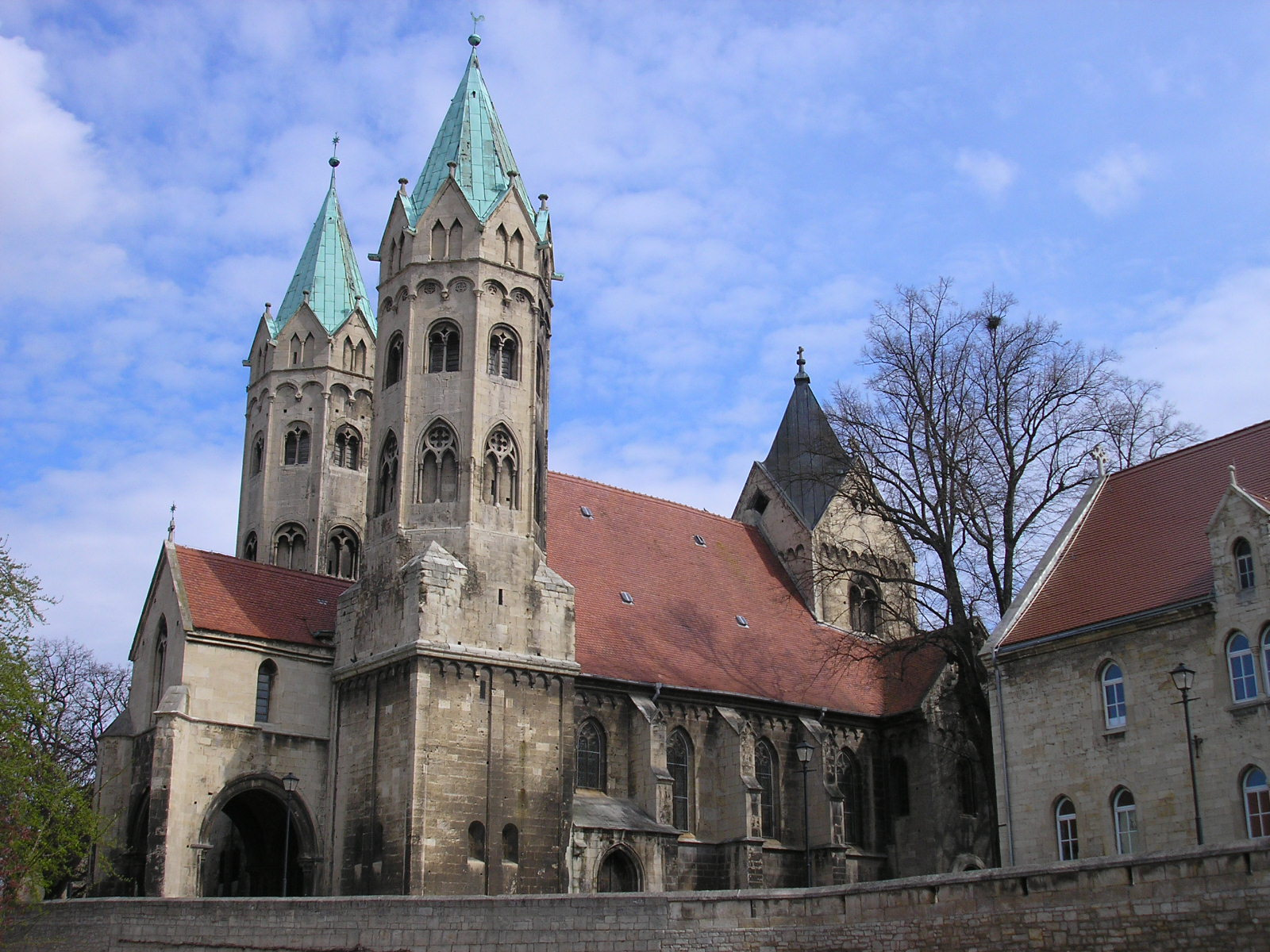
Stadtkirche S:ta Maria